# تقويمات إدراكية
التقويمات الإدراكية أو الأجهزة الإدراكية المساعدة أو الأطراف الاصطناعية الإدراكية هي أنظمة تذكير تعتمد على البرامج الحاسوبية، مخصصة للأشخاص ذوي الإعاقات الإدراكية مثل فقدان الذاكرة. تؤثر هذه الإعاقات على مهارات الاستقلالية، بما في ذلك مهام الحياة اليومية.
يمكن للأشخاص الذين لديهم إعاقة ذهنية بسيطة اكتساب مهارات استقلالية كافية، بينما نادرًا ما يتمكن المصنفون ضمن فئة الإعاقات الذهنية المتوسطة من ذلك. ورغم أن برامج التدريب قد تكون وسيلة لغرس ودعم العيش المستقل، فإن فعاليتها تتفاوت من فرد لآخر بحسب المهمة المطروحة. فبعض المهام اليومية الروتينية قد تحتوي على خطوات عديدة أو معقدة، ويكفي خطأ واحد في أي خطوة لإنتاج نتيجة غير مقبولة.
تُستخدم الأدوات التقنية مثل الحواسيب في إعادة تأهيل المصابين بإصابات دماغية. وقد بدأ ذلك بما يُعرف بـ"الذاكرة الاصطناعية"، ثم تطور في الثمانينيات ليُركّز على معالجة خلل الدماغ عبر التكرار والممارسة. ومع أن بعض علماء النفس بدأوا في تطوير برامج حاسوبية لمرضى إصابات الدماغ الرضحية، إلا أن البرامج المتاحة كانت قليلة. لذا اتجه مختصو إعادة التأهيل الإدراكي إلى استخدام ألعاب الحاسوب التجارية، التي تمتاز بجاذبيتها البصرية والتكرار والمتعة، انطلاقًا من فرضية أنها قد تساهم في تحسين الأداء العصبي النفسي. لكن نتائج هذه التدخلات الحاسوبية كانت محدودة، وغالبًا لم ترتقِ إلى التوقعات؛ إذ أن التحسّن كان مقتصرًا على المهارة التي تم التدريب عليها، ولم يمتد إلى مهارات أو مهام أخرى.
تشمل الفئات التي يمكن أن تستفيد من الأجهزة الإدراكية المساعدة: المسنون، ومرضى إصابات الدماغ الرضحية، وكل من يعاني من فقدان الذاكرة أو من إعاقات ذهنية أو نمائية. قد تحتوي هذه البرامج على عناصر من التعلم الآلي والذكاء الاصطناعي والوعي بالسياق، لتتكيف بشكل أفضل مع احتياجات الأفراد.